# Marrit Leenstra
Marrit Leenstra (ur. 10 maja 1989 w Wijckel) – holenderska łyżwiarka szybka, złota medalistka olimpijska w drużynie i brązowa indywidualnie, wielokrotna medalistka mistrzostw świata i zdobywczyni Pucharu Świata.

## Kariera
Pierwsze sukcesy w karierze Marrit Leenstra osiągnęła w 2008 roku, kiedy zdobyła złote medale w wieloboju i biegu drużynowym podczas mistrzostw świata juniorów w Changchun. Na rozgrywanych trzy lata później dystansowych mistrzostwach świata w Inzell wspólnie z Diane Valkenburg i Ireen Wüst zdobyła srebrny medal w biegu drużynowym. Na tych samych mistrzostwach była też czwarta w biegu na 1000 m, przegrywając walkę o medal z Heather Richardson z USA. W 2011 roku zdobyła też brązowy medal na mistrzostwach Europy w Collalbo, gdzie wyprzedziły ją jedynie Czeszka Martina Sáblíková i Ireen Wüst. Kolejny medal zdobyła na dystansowych mistrzostwach świata w Soczi w 2013 roku, razem z Valkenburg i Wüst zwyciężając w biegu drużynowym. W 2014 roku wzięła udział w igrzyskach olimpijskich w Soczi, gdzie reprezentacja Holandii w składzie: Jorien ter Mors, Marrit Leenstra, Ireen Wüst i Lotte van Beek zwyciężyła w biegu drużynowym. Indywidualnie była między innymi szósta w biegu na 1000 m i czwarta na 1500 m, przegrywając walkę o podium z van Beek. Kolejne złoto w drużynie wywalczyła na dystansowych mistrzostwach świata w Gangneung w 2017 roku.
Wielokrotnie stawała na podium zawodów Pucharu Świata, odnosząc przy tym dwa zwycięstwa indywidualne i sześć drużynowych. Najlepsze wyniki osiągnęła w sezonach 2012/2013 i 2014/2015, kiedy zwyciężała w klasyfikacji końcowej 1500 m. W tej samej klasyfikacji była też druga w sezonach 2010/2011 i 2016/2017 oraz trzecia w sezonach 2011/2012 i 2015/2016. Ponadto w sezonie 2014/2015 była druga w klasyfikacji 1000 m, a w sezonach 2011/2012, 2015/2016 i 2016/2017 zajmowała trzecie miejsce.

## Wyniki

### Igrzyska olimpijskie
| Rok  | Igrzyska Olimpijskie | Wyniki                                              |
| 2014 | Soczi 2014           | 19 (500 m), 6 (1000 m), 4 (1500 m), złoto (drużyna) |

### Mistrzostwa świata na dystansach
| Rok  | Wyniki                                     |
| 2009 | 10 (1500 m)                                |
| 2011 | 4 (1000 m), DNS (1500 m), srebro (drużyna) |
| 2013 | 8 (1000 m), złoto (drużyna)                |

### Mistrzostwa świata w Wieloboju
| Rok  | Wyniki                      |
| 2008 | 12. miejsce (7, 12, 7, 12)  |
| 2011 | 4. miejsce (3, 7, 3, 10)    |
| 2012 | 13. miejsce (10, 18, 6, ns) |

### Miejsca na podium w klasyfikacjach generalnych Pucharu Świata
- 2008/2009 – 3. miejsce drużynowo
- 2010/2011 – 2. miejsce na 1500 m.
- 2010/2011 – 1. miejsce drużynowo
- 2011/2012 – 3. miejsce na 1000 m.
- 2011/2012 – 3. miejsce na 1500 m.
- 2012/2013 – 1. miejsce na 1500 m.
- 2012/2013 – 1. miejsce drużynowo

## Rekordy życiowe
- 500 m - 37,95 (2017)
- 1000 m - 1:13,75 (2017)
- 1500 m - 1:52,06 (2017)
- 3000 m - 4:02,74 (2011)
- 5000 m - 7:06,74 (2011)